# Новина (Житомирская область)
Новина (укр. Новина) — село на Украине, основано в 1930 году, находится в Коростенском районе Житомирской области. Стоит у реки Нерчь.
Код КОАТУУ — 1822384101. Население по переписи 2001 года составляет 374 человека. Почтовый индекс — 11566. Телефонный код — 4142. Занимает площадь 1,741 км².

## Адрес местного совета
11566, Житомирская область, Коростенский р-н, с.Новина, ул.Центральная, 24